# Astragalus astragalinus
Astragalus astragalinus là một loài thực vật có hoa trong họ Đậu. Loài này được (Hook.) Á. Löve & D. Löve miêu tả khoa học đầu tiên năm 1975.